# Vittacoccus
Vittacoccus är ett släkte av insekter. Vittacoccus ingår i familjen skålsköldlöss.
Kladogram enligt Catalogue of Life:
| Vittacoccus | \| \| Vittacoccus interruptus \| \| \| \| \| \| Vittacoccus longicornis \| \| \| \| |
|             | \| \| Vittacoccus interruptus \| \| \| \| \| \| Vittacoccus longicornis \| \| \| \| |
|             | Vittacoccus interruptus                                                             |
|             |                                                                                     |
|             | Vittacoccus longicornis                                                             |
|             |                                                                                     |